# Catherine Carr
Catherine Carr (Albuquerque, 27 de maio de 1954) é uma ex-nadadora dos Estados Unidos, ganhadora de duas medalhas de ouro nos Jogos Olímpicos de Munique 1972, com apenas 16 anos de idade.
Em 1988 ela foi incluída no International Swimming Hall of Fame.
Foi recordista mundial dos 100 metros peito entre 1972 e 1974.